# Botanophila trifida
Botanophila trifida este o specie de muște din genul Botanophila, familia Anthomyiidae, descrisă de Masayoshi Suwa în anul 1986. Conform Catalogue of Life specia Botanophila trifida nu are subspecii cunoscute.